# Youting
Youting (kinesiska: 邮亭) är en köping i sydvästra Kina. Den ligger i stadsdistriktet Dazu i storstadsområdet Chongqing, omkring 82 kilometer väster om det centrala stadsdistriktet Yuzhong. Antalet invånare är 44 363. Befolkningen består av 21 355 kvinnor och 23 008 män. Barn under 15 år utgör 18,0 %, vuxna 15-64 år 69 %, och äldre över 65 år 12,0 %.